# Erzbistum Saint Louis
Das Erzbistum St. Louis (lat.: Archidioecesis Sancti Ludovici) ist eine römisch-katholische Erzdiözese, die sich über die Stadt Saint Louis erstreckt sowie über folgende Countys des Staates Missouri: Franklin, Jefferson, Lincoln, Perry, Saint Charles, Saint Francois, Ste. Genevieve, St. Louis, Warren und Washington.
Die Kathedralkirche der Erzdiözese ist die Kathedralbasilika St. Louis. Die erste Kathedrale und jetzige Mutterkirche ist die Basilika St. Louis.

## Geschichte

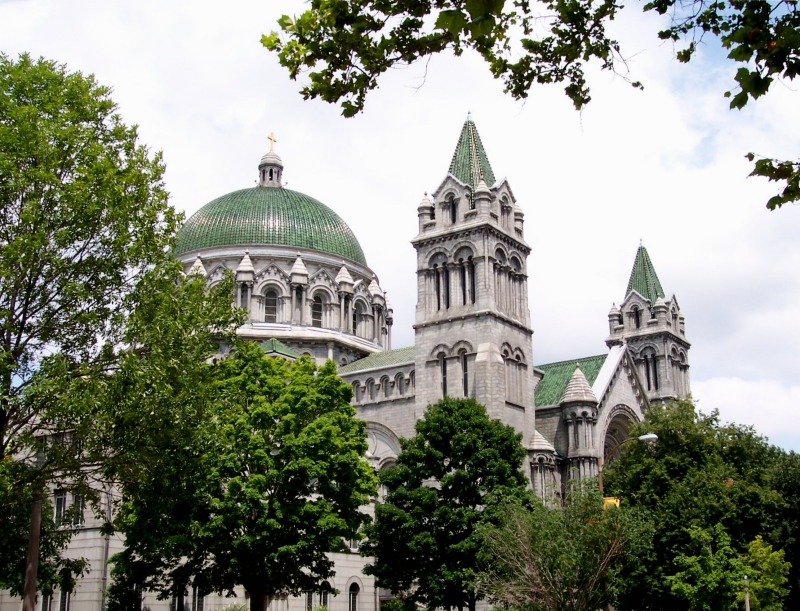
Kathedrale Saint Louis

Der erste Bischof in dem Bereich war Louis William Valentine DuBourg, der am 24. September 1815 von Papst Pius VII. zum Bischof von Louisiana und von West- und Ost-Florida ernannt wurde. DuBourg versuchte seinen Bischofssitz in St. Louis aufzubauen. Nach seiner Abdankung und Übersiedelung in die Diözese Montauban, Frankreich, erhob Papst Leo XII. am 18. Juli 1826 St. Louis zum Bistum. Das Bistum umfasste den Staat Missouri, die westliche Hälfte von Illinois, und alle amerikanischen Territorien westlich vom Mississippi und den Norden des Staates Louisiana. Es war das größte Bistum in den USA und war ebenbürtig wie alle anderen neun Diözesen.
Erster Bischof von St. Louis wurde der Italiener Joseph Rosati, der die Ausbreitung der Präsenz der römisch-katholischen Kirche in diesem Gebiet voranführte. Er baute die erste Kathedrale, die jetzt die Basilika St. Louis ist. Am 28. Juli 1837 wurden die Gebiete Iowa und Minnesota und Dakotas vom Bistum abgetrennt und als neue Bistümer Dubuque und Iowa geschaffen. Papst Pius IX. erhob das Bistum am 20. Juli 1847 zum Erzbistum. Da viele Bistümer aus dem Erzbistum St. Louis hervorgingen und eine sehr starke katholische Prägung das Erzbistum kennzeichnet, wurde es oft als „das Rom des Westens“ bezeichnet. Dies zeigt sich besonders in der Heiligen Verehrung. Hauptpatron der Erzdiözese ist der Heilige Ludwig IX. von Frankreich und als Nebenpatrone zählen der Hl. Vinzenz von Paul und die Hl. Philippine Rose Duchesne.
Im Januar 1999 besuchte Papst Johannes Paul II. für zwei Tage das Erzbistum und war damit der erste Papst, der das Erzbistum und die Stadt besuchte. Bereits als Erzbischof von Krakau hatte er 30 Jahre zuvor dem Erzbistum einen Besuch abgestattet.

## Bischöfe von Saint Louis
- Joseph Rosati CM (1827–1843)
- Peter Richard Kenrick (1843–1847)

## Erzbischöfe von Saint Louis
- Peter Richard Kenrick (1847–1895)
- John Joseph Kain (1895–1903)
- John Joseph Kardinal Glennon (1903–1946)
- Joseph Elmer Kardinal Ritter (1946–1967)
- John Joseph Kardinal Carberry (1968–1979)
- John Lawrence May (1980–1992)
- Justin Francis Rigali (1994–2003), dann Erzbischof von Philadelphia
- Raymond Leo Burke (2003–2008), dann Präfekt der Apostolischen Signatur
- Robert James Carlson (2009–2020)
- Mitchell Thomas Rozanski (seit 2020)